# 佐野洋
佐野 洋（さの よう、1928年〈昭和3年〉5月22日 - 2013年〈平成25年〉4月27日）は、日本の推理作家、評論家。本名は丸山一郎。

## 来歴
東京市大森（現・東京都大田区大森）出身。東京中学卒業。
旧制一高に首席合格、東京大学文学部心理学科卒業。大学時代、日野啓三、大岡信らと同人誌『二十代』、『現代文学』を作る。彼ら文学仲間には「推理小説好き」であることはかくしていた。
1953年、読売新聞社に入社。当初兼業作家だったため、ペンネームは「社の用」にかけて付けた。1959年に新聞社を退社。最も好きな推理作家として英国のアンドリュー・ガーヴの名を挙げている。黒岩重吾に「血や汗を流していない小説」と批判され、「むしろ賛辞と受け止めたい」と返したほど知的遊戯としてのミステリを貫いているが、一方で「同一の主人公のシリーズばかり書くと、作品のパターンが繰返しになり、マンネリズムに陥る」などの理由からシリーズ探偵には否定的な立場を取り、エキセントリックな犯罪、大掛かりなトリック、大邸宅大家族などのゴシックロマン的な背景も排除するなど、ほどのよいリアリズム、中庸さが持ち味でもある。雑誌発表短編を直接文庫本にまとめるケースも多い。短編を1200編以上書き、その多くが文庫化されたが、消費税導入で価格の改定が起きた際に、その多くが再版を止められた。出版社にしてみれば、カバー部分の書き換えを行うよりも、新しい作家のものを出したほうがいいと判断したのだろう、と佐野は回想している。
論客であると同時に作家同士の交友には積極的なタイプで（上記の黒岩とも私生活上は親しい友人であった）、1960年に多岐川恭、河野典生、星新一、水上勉、結城昌治、樹下太郎らとともに若手作家の親睦団体「他殺クラブ」を結成、のち笹沢左保、大藪春彦、都筑道夫、生島治郎、戸川昌子、新章文子、三好徹、高橋泰邦、佐賀潜、梶山季之らも加えて70年ごろまで活動した。
1973年より「小説推理」誌に「推理日記」を連載。ベテランの実作者による推理小説時評として、さまざまな反響や議論も呼びつつ執筆は39年に及んだ。2012年7月号（5月発売）掲載分をもって連載終了とすることが8月下旬にいたって発表された（8月26日読売新聞電子版）。
実弟の丸山昇は中国文学者で東京大学名誉教授。兄弟ともに日本共産党の支持者として知られる。
「九条の会」傘下の「マスコミ九条の会」呼びかけ人を務めていた。
西田敏行、山田洋次、黒柳徹子らと共に「平和のための戦争展」（日本中国友好協会主催）の呼びかけ人を務めていた。
2013年4月27日、肺炎のため川崎市の病院で死去。84歳没。
次女の夫は放送作家の柊達雄（ひいらぎ たつお、1948年 - ）。

## 略歴
- 1958年 - 『週刊朝日』と『宝石』の共催コンクールで短編『銅婚式』が入選しデビュー。
- 1964年 - 長編『華麗なる醜聞』で第18回日本推理作家協会賞受賞。
- 1997年 - 推理文壇への貢献を讃えられ、日本ミステリー文学大賞受賞。
- 2009年 - 菊池寛賞を受賞。
- 2013年 - 死去。

また1973年から6年間にわたり日本推理作家協会第8代理事長を務めた。阿部達児は、佐野を協会中興の祖と評し、同じく中興の祖と呼ばれる江戸幕府8代将軍徳川吉宗とかけて「8代様」と呼ばれた、と語っている。

## 著書

### 小説

#### 短編集
- 銅婚式（1959年 東都書房 / 1975年 春陽文庫 / 1977年10月 講談社文庫）
- 透明な暗殺（1960年 東都書房 / 1982年11月 角川文庫）
- 金属音病事件（1961年 新潮社 / 1975年11月 角川文庫 / 1983年4月 角川文庫 / 1995年1月 ケイブンシャ文庫）
- 殺人書簡集（1962年 七曜社 / 1982年5月 徳間文庫 / 1990年11月 集英社文庫）
- 重要関係者（1962年 東都書房 / 1983年12月 角川文庫）
- 密会の宿シリーズ
  - 密会の宿（1964年 アサヒ芸能出版 / 1983年5月 徳間文庫）
  - 仮面の客（1987年10月 徳間文庫）
  - 似ているひげ（1988年10月 徳間文庫）
  - 周囲の人々（1991年10月 徳間文庫）
  - 乱れた末に―「密会の宿」ベストセレクション（2000年11月 徳間文庫）
- 婦人科選手（1966年 講談社 / 1978年6月 講談社文庫）
- 空翔ける娼婦（1968年 桃源社 / 1980年10月 講談社文庫）
- 一瞬の殺意（1969年 青樹社 / 1984年9月 徳間文庫）
- 闇をひらく（1970年 桃源社 / 1982年9月 角川文庫）
- 生き還った女（1970年 桃源社 / 1983年7月 角川文庫）
- 吠える炎（1970年 桃源社 / 1986年5月 講談社文庫）
- 入れ換った血（1970年 青樹社 / 1986年7月 講談社文庫）
- 闇の告発（1971年 サンケイノベルス / 1983年1月 角川文庫）
- 大密室（1971年 桃源社 / 1981年5月 徳間文庫 / 2000年12月 ハルキ文庫）
- 佐野洋競馬ミステリー傑作集
  - 直線大外強襲（1971年 講談社 / 1983年2月 角川文庫 / 1999年12月 ハルキ文庫）
  - 跳んだ落ちた（2000年1月 ハルキ文庫）
- 謎が逃げる（1972年 桃源社 / 1983年5月 角川文庫）
- 隠された牙（1972年 桃源社 1985年7月 角川文庫）
- 幽霊屋敷（1972年 双葉社 / 1985年9月 角川文庫）
- 大滑空（1976年 講談社 / 1983年8月 講談社文庫）
- 匂う肌（1977年8月 講談社文庫）
- 姻族関係終了届（1978年 双葉社 / 1981年5月 文春文庫）
- 自選短篇シリーズ
  1. 晴れのち殺人（1981年12月 文春文庫）
  2. 賢い人の愚かな犯罪（1979年 青樹社 / 1982年6月 文春文庫）
  3. 平凡な人の平凡な犯罪（1979年 青樹社 / 1982年12月 文春文庫）
  4. 殺人の缶詰（1983年10月 文春文庫）
  5. 友人たちの殺人（1982年3月 文藝春秋 / 1985年12月 文春文庫）
  6. さて、これから…（1987年2月 文春文庫）
  7. 殺人順位（1984年7月 文藝春秋 / 1987年8月 文春文庫）
  8. 頼もしい彼ら（1991年9月 文春文庫）
- 完全犯罪研究（1978年 講談社 / 1983年5月 講談社文庫）
- ハンドバッグの証言（1979年 実業之日本社 / 1986年6月 角川文庫）
- 推理小説実習（1979年4月 新潮社 / 1983年1月 新潮文庫）
- 親しめぬ肌（1979年6月 講談社文庫）
- 犯罪総合大学（1980年1月 講談社 / 1985年2月 講談社文庫）
- 贈られた女（1980年4月 講談社文庫）
- 死体が二つ（1981年1月 実業之日本社 / 1984年7月 角川文庫）
- 香水と手袋（1981年5月 文藝春秋 / 1986年7月 文春文庫）
- 紅い喪服（1981年10月 講談社文庫）
- 崩れる（1982年8月 講談社文庫 / 2005年5月 大活字本シリーズ【上・下】）
- 犬たちと殺人と イヌ・ミステリー傑作集（1984年6月 光文社カッパ・ノベルス / 1987年5月 光文社文庫）
- 現われた遺書（1984年7月 新潮文庫）
- 死者の電話（1985年1月 新潮文庫）
- 麻雀事件簿（1985年7月 徳間文庫）
- 血の裏切り（1985年7月 新潮文庫）
- 短編一年に一つ×25
  - 【上】尾行（1985年8月 光文社文庫）
  - 【中】盗難車（1985年10月 光文社文庫）
  - 【下】最後の夜（1985年12月 光文社文庫）
- いろいろな目（1986年1月 実業之日本社 / 1988年11月 角川文庫）
- 緊急役員会（1986年1月 集英社文庫）
- 私版・犯罪白書（1986年1月 徳間文庫）
- 古い傷（1986年1月 新潮文庫）
- 巡査失踪（1986年2月 新潮社 / 1989年1月 新潮文庫）
- 夢の破局（1986年5月 集英社文庫）
- 折々シリーズ - 大岡信の『折々のうた』をヒントに描かれた短編集
  - 折々の殺人（1986年8月 講談社 / 1989年7月 講談社文庫）
  - 折々の犯罪（1989年11月 講談社 / 1992年12月 講談社文庫）
  - 折々の事件（1993年4月 講談社 / 1996年5月 講談社文庫）
  - 折々の憎悪（1995年6月 講談社 / 1998年7月 講談社文庫）
- 隣の女（1987年1月 新潮文庫）
- 同じ女たち（1987年4月 角川文庫）
- 消えた月（1987年5月 集英社文庫）
- 街の中の声シリーズ
  - 埋めに行く女（1987年8月 光文社文庫）
  - 泣き出した女（1989年9月 光文社文庫）
- 奇しくも同じ日に…（1987年8月 講談社文庫）
- 歩きだした人形 シリーズ「赤枠の記事」（1988年5月 実業之日本社）
  - 【改題】歩きだした人形（1990年11月 集英社文庫）
- 深夜のためらい（1988年7月 講談社文庫）
- 乾いた肌（1988年9月 角川文庫）
- 思い通りの結末（1989年4月 光文社文庫） - ショート・ショート作品集
- 青い記憶（1989年12月 講談社文庫）
- 楽しい犯罪（1990年7月 新潮社 / 1993年1月 新潮文庫）
- 消えた人々（1990年8月 文藝春秋 / 1993年5月 文春文庫 / 2001年6月 大活字本シリーズ【上・下】）
- 幻の殺人（1990年9月 新潮文庫）
- 九つの離婚（1990年12月 実業之日本社 / 1993年12月 光文社文庫）
- 招いた肌（1991年9月 光文社文庫）
- こわい伝言（1992年1月 光文社文庫）
- いつまでも昨日（1992年1月 講談社文庫）
- 喝!四十二歳（1992年12月 文藝春秋 / 1996年6月 文春文庫）
- 言えない関係（1993年6月 新潮文庫）
- 様々な別れ（1993年9月 光文社文庫）
- F氏の時計（1994年7月 出版芸術社）
- 動詞の考察（1994年12月 実業之日本社 / 1997年12月 講談社文庫）
- 相撲好きの女―白い刑事（1995年3月 中公文庫）
  - 【改題】白い刑事（2007年9月 光文社文庫）
- すれ違い（1995年4月 光文社文庫）
- 唇の役割（1995年9月 光文社文庫）
- 北東西南推理館
  - 北東西南（NEWS）推理館（1996年1月 文藝春秋）
    - 【改題】偶然の目撃者―北東西南推理館（2000年6月 文春文庫）

  - 内気な拾得者―北東西南推理館2（1998年12月 文藝春秋 / 2002年12月 文春文庫）
- 十年物語（1997年6月 光文社文庫）
- 胸の遊び―新・人体物語（1998年5月 光文社文庫）
- 四千文字ゴルフクラブ（1998年6月 文藝春秋 / 2001年8月 文春文庫） - ゴルフ小説集
- 光る砂（1998年7月 講談社 / 2001年8月 講談社文庫）
- 佐野洋短篇推理館 文庫オリジナル最新14作（1998年12月 講談社文庫）
- 不可解な使者（1999年8月 実業之日本社 / 2003年6月 光文社文庫）
- 兎の秘密 昔むかしミステリー（2001年5月 講談社 / 2004年8月 講談社文庫）
- 蝉の誤解 推理昆虫館（2003年1月 光文社カッパ・ノベルス / 2006年2月 光文社文庫）
- 皮肉な凶器 現代替え玉考（2003年11月 徳間文庫）
- 事件の年輪（2004年11月 文藝春秋 / 2007年11月 文春文庫）
- 葬送曲（2005年8月 光文社 / 2008年3月 光文社文庫）
- 不逞の輩 退職者たち（2005年10月 徳間文庫）
- 歩け、歩け（2007年1月 光文社文庫）
- 選挙トトカルチョ（2007年12月 双葉社 / 2010年12月 双葉文庫）
- 七色の密室（2008年7月 有楽出版社ジョイ・ノベルス）
- 燃えた指 近い昔のミステリー（2008年7月 徳間文庫）
- 雀の宴（2009年2月 光文社文庫）
- 千の謎から ザ・ベスト・オブ・ザ・ベスト（2010年3月 光文社文庫）[9]
- 終の希み（2010年10月 徳間文庫）

#### 長編
- 一本の鉛（1959年 東都書房 / 1977年5月 講談社文庫 / 1979年 角川文庫 / 1996年10月 角川文庫【改版】）
- 第4の関係（1959年 東都書房 / 1974年 春陽文庫 / 1984年5月 集英社文庫）
- 高すぎた代償（1959年 和同出版社 / 1974年 春陽文庫 / 1980年11月 徳間文庫）
- 賭の季節（1960年 新潮社 / 1974年 春陽文庫 / 1981年4月 角川文庫 / 1992年5月 ケイブンシャ文庫）
- 脳波の誘い（1960年 講談社 / 1974年 春陽文庫 / 1984年3月 講談社文庫）
- 二人で殺人を（1960年 光文社カッパ・ノベルス / 1983年7月 角川文庫）
- 未完の遺書（1960年 浪速書房 / 1975年 春陽文庫 / 1982年 広済堂ブルーブックス / 1983年3月 角川文庫）
- 貞操試験（1960年 東都書房 / 1974年 春陽文庫 / 1983年5月 集英社文庫 / 1992年12月 ケイブンシャ文庫）
- ひとり芝居（1960年 桃源社 / 1975年 春陽文庫 / 1981年6月 角川文庫）
- 秘密パーティ（1961年 新潮社 / 1978年 春陽文庫 / 1978年4月 集英社文庫 / 1991年6月 ケイブンシャ文庫）
- 第112計画（1961年 東都書房 / 1974年 春陽文庫）
  - 【改題】第一一二計画（1981年10月 徳間文庫）
- 完全試合（1961年 光文社カッパ・ノベルス / 1983年2月 角川文庫）
- 未亡記事 新聞社殺人事件（1961年 角川小説新書 / 1975年 春陽文庫 / 1977年11月 集英社文庫）
  - 【改題】未亡記事（1990年5月 ケイブンシャ文庫）
- 小説・プロ野球シリーズ
  - 10番打者（1962 角川書店 / 1982年2月 角川文庫）
  - 地下球場（1963年 集英社 / 1982年2月 角川文庫）
- 不幸な週末（1962年 東京文芸社 / 1981年2月 角川文庫）
- 遠い声（1962年 東都書房 / 1976年 春陽文庫 / 1982年2月 徳間文庫）
- 無効試合（1962年 光文社カッパ・ノベルス / 1979年9月 角川文庫 / 1987年1月 光文社カッパ・ノベルス）
- 重い札束（1962年 新潮社 / 1976年3月 春陽文庫 / 1982年9月 集英社文庫 / 1991年1月 ケイブンシャ文庫）
- 再婚旅行（1963年 宝石社 / 1976年 春陽文庫 / 1983年11月 集英社文庫）
- I.N.S探偵事務所（1963年 角川書店 / 1982年6月 角川文庫）
- 見習い天使（1963年 新潮社 / 1983年2月 徳間文庫）
- 蜜の巣（1963年 光文社カッパノベルス / 1977年 中公文庫 / 1981年10月 角川文庫）
- 金色の喪章（1964年 新潮社 / 1976年 春陽文庫 / 1976年3月 角川文庫 / 1994年4月 ケイブンシャ文庫）
- 光の肌（1964年 東都書房 / 1976年7月 春陽文庫 / 1984年4月 徳間文庫 / 1995年10月 ケイブンシャ文庫）
- 華麗なる醜聞（1964年 講談社 / 1983年11月 角川文庫） - 日本推理作家協会賞受賞。豊田行二の作品（旧題「アイドル狩り」）とは全く別
- 盗まれた影（1964年 集英社 / 1980年4月 集英社文庫）
- 透明受胎（1965年 早川書房 / 1983年8月 角川文庫）
- 死んだ時間（1965年 講談社 / 1985年7月 講談社文庫）
- 壁が囁く（1966年 ポケット文春 / 1975年 角川文庫 / 1983年12月 角川文庫 / 1995年4月 ケイブンシャ文庫）
- 狂った信号（1966年 講談社 / 1983年5月 講談社文庫）
- 佐野洋推理シリーズ 1-6 講談社、1966-1967
- 赤い熱い海（1967年 読売新聞社 / 1983年4月 角川文庫）
- 旅をする影（1968年 桃源社 1968 / 1976年 春陽文庫 / 1983年1月 集英社文庫 / 1993年4月 ケイブンシャ文庫）
- 喘ぐ萠え木（1969年 集英社）
  - 【改題】宝石とその殺意（1984年12月 集英社文庫）
- 赤外音楽（1970年 毎日新聞社 / 1983年4月 旺文社文庫） - 1975年にNHK「少年ドラマシリーズ」でドラマ化されている。
- 轢き逃げ（1970年1月 光文社カッパ･ノベルス / 1977年2月 講談社文庫 / 2005年8月 光文社文庫）
- 小説三億円事件（1970年 講談社 / 1984年11月 講談社文庫）
- 実験性教育（1971年 中央公論社 / 1981年2月 集英社文庫）
- 第6実験室（1971年 蒼樹社 / 1975年 春陽文庫）
  - 【改題】第六実験室（1983年4月 角川文庫）
- 砂の階段（1971年 講談社 / 1983年5月 講談社文庫）
- 蹄の殺意（1972年 産経新聞 / 1981年10月 集英社文庫）
- 野球が殺した（1972年 サンケイ新聞社 / 1980年2月 角川文庫）
- 同名異人の四人が死んだ（1973年 講談社 / 1978年9月 講談社文庫）
- かわいい目撃者（1973年 双葉社 / 1979年3月 集英社文庫）
- 白く重い血（1973年 実業之日本社 / 1980年11月 講談社文庫 / 1990年11月 集英社文庫）
- 片翼飛行（1974年 毎日新聞社 / 1977年5月 集英社文庫）
- 人面の猿（1975年 祥伝社ノン・ノベル / 1978年8月 集英社文庫 / 1991年12月 ケイブンシャ文庫）
- 折鶴の殺意（1975年 文藝春秋 / 1979年3月 文春文庫）
- 佐野洋の殺人レース ベストセラーズ 1975
- 牧場に消える（1975年8月 光文社カッパ･ノベルス / 1979年9月 文春文庫）
- 禁じられた手綱（1976年 集英社 1976 / 1982年9月 徳間文庫）
- 優雅な悪事（1976年 実業之日本社 / 1979年10月 集英社文庫）
- 七色の密室（1977年 実業之日本社/ 1980年5月 文春文庫）
- 美しい死刑（1978年 講談社 / 1983年1月 講談社文庫）
- 海を渡る牙（1978年10月 徳間書店 / 1985年9月 文春文庫） - 連作短編
- しかし殺人は…（1979年 実業之日本社 / 1982年4月 角川文庫 / 1994年10月 ケイブンシャ文庫）
- 空が揺れる日（1979年9月 光文社カッパ・ノベルス / 1983年10月 新潮文庫）
- 盗まれた嘘（1980年2月 光文社カッパ・ノベルス / 1984年10月 文春文庫 / 1997年8月 光文社文庫）
- 夜そして昼（1980年9月 朝日新聞社 / 1984年4月 角川文庫 / 1995年8月 ケイブンシャ文庫）
- 銀色の爪（1982年1月 集英社 / 1985年6月 集英社文庫 / 1993年11月 ケイブンシャ文庫）
- 深夜の近隣シリーズ
  - 紙幣の散歩（1982年9月 朝日新聞社 / 1986年1月 角川文庫）
  - 嫌いな名前（1982年11月 朝日新聞社 / 1986年3月 角川文庫）
- 檻の中の被害者（1982年5月 講談社ノベルス / 1985年7月 講談社文庫）
- 鏡の言葉（1983年 実業之日本社 / 1986年11月 角川文庫 / 1990年11月 集英社文庫）
- 突然の余白（1983年7月 カドカワノベルズ / 1986年6月 角川文庫）
- 北の事件簿（1983年2月 新潮社 / 1986年7月 新潮文庫）
- おとなの匂い（1984年1月 集英社 / 1986年9月 集英社文庫）
- D支局長の事件簿 推理“単身赴任の男"（1984年5月 講談社ノベルス） - 連作短編集
  - 【改題】D支局長の事件簿（1987年7月 講談社文庫）
- 埋められた手紙（1984年9月 光文社文庫）
- 静かすぎる被告人（1985年11月 光文社）
- ひとり、そしてそれだけ（1986年4月 カドカワノベルズ / 1987年11月 角川文庫）
- 直前の声（1986年9月 光文社文庫）
- 羽田発SN9便（1988年3月 文藝春秋 / 1990年12月 文春文庫） - 連作短編集
- 元号裁判（1989年4月 文春文庫）
- 私兵刑事（1989年10月 光文社カッパ・ノベルス / 1993年4月 光文社文庫）
- 生きていた灰（1990年7月 講談社文庫【上・下】）
- 偽りの肌（1991年5月 光文社文庫）
- 卑劣な耳（1991年6月 新日本出版社【上・下】 / 1994年11月 講談社文庫【上・下】）
- 2（S+T）の物語（1994年1月 講談社文庫）
- 別人の旅 私的休暇白書（1994年2月 読売新聞社 / 1997年12月 光文社文庫） - 連作短編集
- 空飛ぶ名探偵カラスのコルブス大活躍（1994年6月 講談社青い鳥文庫） - ジュブナイル小説
- 検察審査会の午後（1995年5月 新潮社 / 1996年10月 新潮文庫 / 2008年10月 光文社文庫） - 連作短編集。テレビ東京の『事件・市民の判決』としてドラマ化された作品。
- 運ばれた危険（1995年5月 講談社文庫）
- 情事の事情（1995年12月 光文社カッパ・ノベルス / 1998年12月 光文社文庫）
- 正義同盟（1996年12月 実業之日本社 / 2000年1月 光文社文庫） - 連作短編集
- 感染性求愛症（1997年4月 光文社文庫）
- 風鈴教授シリーズ - 連作短編集
  - 風鈴教授の優雅な推理（1999年7月 徳間文庫）
  - 逆の関係 風鈴教授の性社会学（2001年9月 徳間文庫）
- わざわざの鎖（1999年10月 新潮社 / 2003年4月 徳間文庫） - 連作短編集
- 一人二役時代（2000年5月 光文社文庫） - 連作短編集
- 指の時代（2000年5月 講談社 / 2002年10月 講談社文庫）
- 喪服の折鶴（2001年11月 文春文庫）
- 墓苑とノーベル賞 岩中女史の生活記録（2011年9月 光文社文庫） - 連作短編集

### 評論・その他
- 推理日記
  - 推理日記 佐野洋ミステリー論集（1976年 潮出版社）
    - 【改題】推理日記 I（1984年9月 講談社文庫）

  - 新推理日記 評論集（1980年9月 光文社）
    - 【改題】推理日記 II（1986年9月 講談社文庫）

  - 推理日記 part3（1984年1月 光文社）
    - 【改題】推理日記 III（1988年12月 講談社文庫）

  - 推理日記 part4（1986年7月 光文社）
    - 【改題】推理日記 IV（1992年3月 講談社文庫）

  - 推理日記 part5（1988年12月 講談社）
  - 推理日記 part6（1992年4月 講談社）
    - 【改題】推理日記 V（1995年8月 講談社文庫）- part 5 と 6 を収録

  - 推理日記 part7（1995年1月 講談社）
  - 推理日記 part8（1997年11月 講談社）
    - 【改題】推理日記 VI（2002年4月 講談社文庫）- part 7 と 8 を収録

  - 推理日記 part9（2001年1月 講談社）
  - 推理日記 part10（2005年9月 講談社）
  - 推理日記 part11（2008年9月 講談社）
  - 推理日記FINAL（2012年12月 講談社）[10]
- 死刑か無罪か えん罪を考える（1984年5月 岩波ブックレット） - 西嶋勝彦との共著
- 口紅と犯罪（1985年11月 角川文庫） - エッセイ集
- ミステリー三面鏡（1986年11月 徳間文庫）
- 檻の中の詩（うた）―ノンフィクション・布川事件（1993年11月 双葉社 / 1994年11月 双葉文庫 / 2002年3月 双葉文庫【増補版】）
- 「小の虫」の怒り（1993年11月 新日本出版社）
- 寄り道したり眺めたり（1994年6月 新日本出版社） - エッセイ集
- ゴルフ奥の細道（2003年7月 主婦の友社） - エッセイ
- ミステリーとの半世紀（2009年2月 小学館）

## テレビ出演
- 私は名探偵（1977年、テレビ朝日） - レギュラー解答者